# Likwidacja linii kolejowej

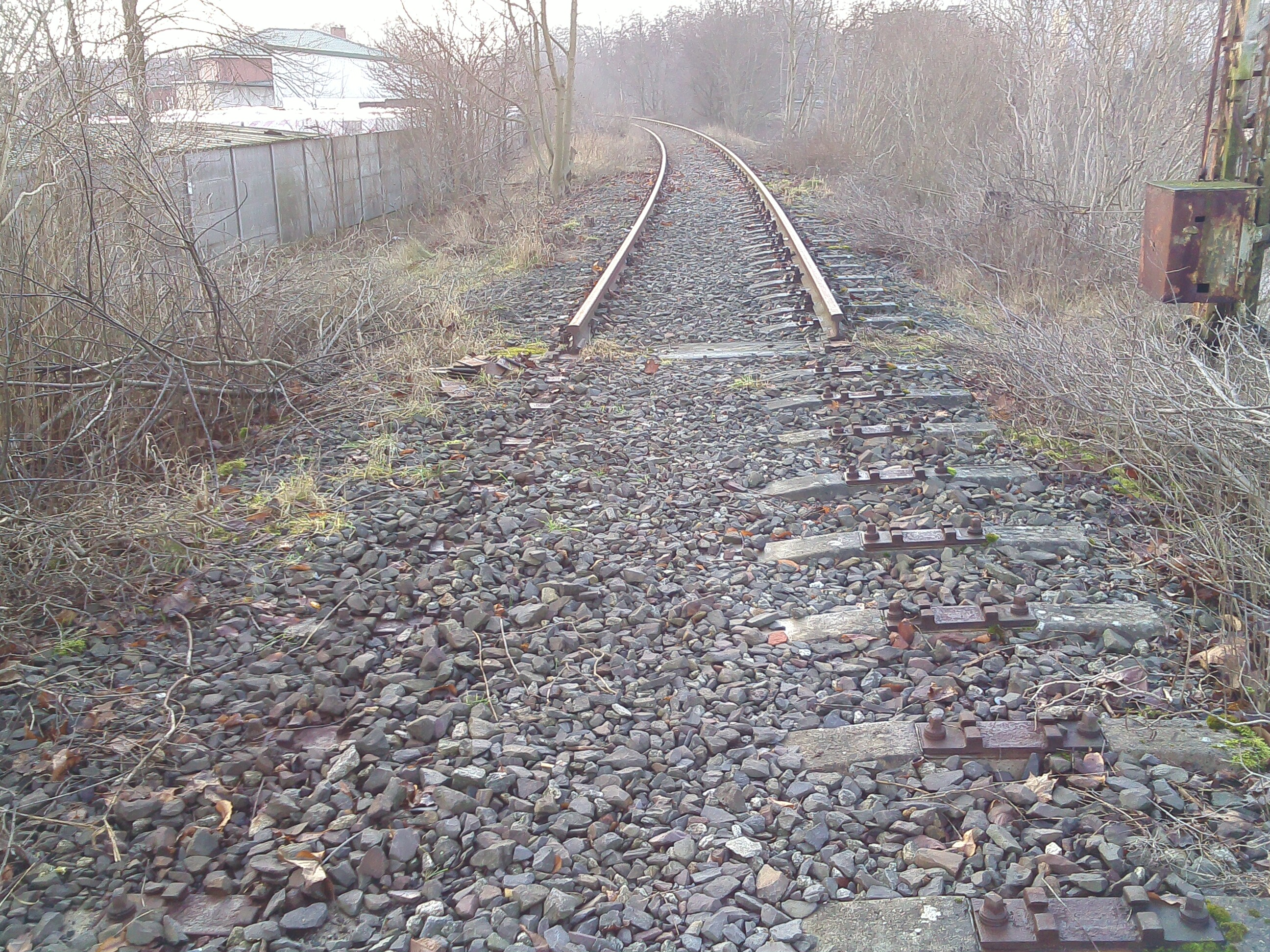
Linia kolejowa nr 240 w Złotowie w trakcie likwidacji (2015)

Likwidacja linii kolejowej lub odcinka linii kolejowej – postępowanie przeprowadzane przez zarządcę infrastruktury, możliwe w przypadku gdy po przyznaniu tras pociągów wpływy za udostępnianie infrastruktury kolejowej nie pokrywają kosztów udostępniania infrastruktury na tych trasach.
Do najczęstszych powodów likwidacji linii należą:
- nieatrakcyjne parametry (czas, koszt) przejazdu koleją w porównaniu do innych środków transportu, skutkujący spadkiem liczby podróżnych oraz zanikiem przewozów towarowych,
- stopniowe pogarszanie się stanu technicznego linii, skutkujące zawieszeniem ruchu ze względów bezpieczeństwa,
- uszkodzenie infrastruktury (np. zaasfaltowanie toru) lub obiektu inżynieryjnego (np. mostu),
- przełożenie linii – wykorzystanie istniejącej infrastruktury kolejowej w nowym miejscu.

W szczególnym przypadku linia może zostać odbudowana.
Zlikwidowane linie kolejowe zostawiają ślad w terenie, zwłaszcza w przypadku, gdy grunt nie został poddany parcelacji. W miejscu rozebranego torowiska często powstaje droga gruntowa, rzadziej asfaltowa albo ścieżka rowerowa, które korzystają z nasypów, mostów i innych obiektów, gdzie wcześniej leżały tory.
Obiekty infrastruktury stacyjnej ulegają rozbiórce lub zmieniają swoje przeznaczenie, część z nich na ogół zostaje przekształcona w budynki mieszkalne. Zabudowania, dla których nie znaleziono nowego zastosowania, często w gorszym stanie technicznym w momencie likwidacji linii, jako pustostany ulegają powolnej degradacji.

## Polska
Zgodę na likwidację linii kolejowej lub odcinka linii kolejowej wydaje w Polsce:
- dla linii kolejowych lub odcinków linii kolejowych o znaczeniu państwowym – Rada Ministrów, w drodze rozporządzenia, biorąc pod uwagę względy gospodarcze, społeczne, obronne lub ekologiczne;
- dla pozostałych linii kolejowych lub odcinków linii kolejowych – minister właściwy do spraw transportu, w drodze decyzji[1].

Postępowanie likwidacyjne może być wstrzymane, jeżeli właściwy miejscowo organ samorządu terytorialnego lub wskazany przez niego przedsiębiorca:
- zapewni środki finansowe na pokrycie kosztów niepokrytych przychodami z udostępniania przewoźnikom kolejowym linii kolejowej lub odcinka linii kolejowej;
- zawrze umowę o nieodpłatne przejęcie linii kolejowej lub odcinka linii kolejowej w zarządzanie w celu jej dalszej eksploatacji;
- przystąpi do spółki wojewódzkich przewozów pasażerskich, która przejmie, w celu dalszej eksploatacji, przewidzianą do likwidacji linię kolejową lub odcinek linii kolejowej, jako wkład niepieniężny[1].

## Francja
We Francji zarządca Réseau ferré de France (RFF), zgodnie z art. 22 Rozporządzenia 97-44420, gdy rozważa zamknięcie linii lub odcinka linii, przedstawia projekt zamknięcia władzom regionu odpowiedzialnego za organizowanie regionalnych kolejowych usług pasażerskich na linii lub odcinku linii. Region ma trzy miesiące na wyrażenie swojej opinii. Brak reakcji organu zarządzającego w tym okresie traktuje się jako milczącą zgodę na zamknięcie. Jednocześnie RFF publikuje w profesjonalnym magazynie sektora transportowego opinię w sprawie proponowanego zamknięcia. Przedsiębiorstwa kolejowe, zarządcy infrastruktury sąsiedniej lub połączonej z przedmiotową oraz SNCF Infra mają trzy miesiące na złożenie do niego uwag.
Po rozpoczęciu procesu konsultacji RFF informuje o swoim projekcie ministra transportu, który ma za zadanie upewnić się, że planowane zamknięcie nie budzi zastrzeżeń w odniesieniu do zagadnień obrony państwa. Po zebraniu opinii i uwag oraz jeżeli zamierza on kontynuować wdrożenie projektu, RFF przedstawia ministrowi transportu propozycję zamknięcia wraz z uzasadnieniem i otrzymanymi opiniami oraz bilansem zebranych uwag. Minister transportu ma następnie dwa miesiące, aby umożliwić zamknięcie albo, jeśli to konieczne, w celu zachowania możliwości dalszego rozwoju systemu transportu zażądać dalszego utrzymywania torów lub całości albo części dóbr będących częściami składowymi linii lub odcinka linii. Brak odpowiedzi ministra traktuje się jako milczącą zgodę. Decyzja o zamknięciu jest publikowana w zbiorze aktów administracyjnych prefektury, na której terytorium znajduje się linia lub właściwy odcinek. Linie lub odcinki linii zamkniętych nie są już częścią krajowej sieci kolejowej i nie mogą mieć do nich dostępu przewoźnicy. Jednak RFF może zezwolić wyjątkowo na ruch na takiej linii lub odcinku linii, a także udostępniać taką infrastrukturę osobom trzecim. Koszty ponoszone bezpośrednio w wyniku przejazdu ponosi beneficjent.
Zezwolenie ministra transportu na zamknięcie linii lub odcinka linii stanowi również zezwolenie na likwidację majątku będącego częścią infrastruktury z wyjątkiem części, wobec której zdecydowano o dalszym utrzymaniu. RFF może przystąpić do likwidacji w ciągu pięciu lat od zezwolenia. Po tym okresie należy zasięgnąć opinii władz regionalnych, które mają trzy miesiące aby wyrazić swoją opinię na temat likwidacji. Brak reakcji organu stanowi milczącą zgodę. RFF przekazuje opinię ministrowi transportu, który ma dwa miesiące na wyrażenie sprzeciwu wobec likwidacji. Brak reakcji stanowi milczącą zgodę. RFF ma na likwidację pięć lat od braku sprzeciwu. Okres ten może być przedłużony zgodnie z tą samą procedurą. RFF zawiadamia ministra o likwidacji tych aktywów. Decyzja jest publikowana w zbiorze aktów administracyjnych prefektury, na której terytorium znajduje się linia lub właściwy odcinek.
Bardzo często samorządy sprzeciwiają się wyłączeniu z eksploatacji oraz likwidacji, w związku z czym jest bardzo dużo linii, które nie są prawnie zamknięte, lecz de facto zostały porzucone. Część z nich stała się nieopłacalna, albowiem SNCF jest przedsiębiorstwem nastawionym na przewóz towarów na liniach magistralnych. Nie radzi sobie z „końcówkami przemysłowymi”, a w konsekwencji przestaje obsługiwać część linii o znaczeniu szczególnie istotnym dla przemysłu.

## Niemcy
W prawie niemieckim procedura wyłączania z eksploatacji linii kolejowych została ustanowiona w ustawie kolejowej Allgemeines Eisenbahngesetz (AEG). Zgodnie z § 11 AEG publiczne przedsiębiorstwa infrastruktury kolejowej (zarządcy infrastruktury), planując trwałe wstrzymanie funkcjonowania linii kolejowej ważnej dla realizacji ruchu, dworca lub wprowadzenie więcej niż nieznacznego ograniczenia przepustowości trasy, muszą złożyć wniosek o zezwolenie do organu regulacyjnego Eisenbahn-Bundesamt (EBA). W tym celu wnioskodawca musi wykazać, że dalsza eksploatacja urządzenia infrastruktury kolejowej nie jest pożądana oraz że negocjacje z innymi podmiotami dotyczące przejęcia danego urządzenia infrastruktury kolejowej poprzez sprzedaż lub dzierżawę na powszechnie stosowanych w tym obszarze zasadach nie przyniosły efektu. Przy ofercie przejęcia przez podmioty trzecie powinny być podjęte następujące wcześniejsze działania: zamiar należy ogłosić w dzienniku urzędowym i na stronie internetowej. W ogłoszeniu należy zawrzeć dane dotyczące ekonomicznej oceny przedmiotowej infrastruktury. Osoby trzecie mogą zgłaszać swoje oferty w ciągu trzech miesięcy od publikacji oferty. W ofercie przy wycenie należy uwzględnić przeznaczenie działki i urządzeń na cele kolejowe oraz dokonać stosownej wyceny przyszłych korzyści przy ustalaniu ceny. Analogicznie, przy określaniu czynszu dzierżawnego należy wziąć pod uwagę możliwości czerpania dochodu z danej linii. Oferta musi uwzględniać połączenie z graniczącą infrastrukturą szynową. Regulator ocenia wniosek pod względem ruchowym i ekonomicznym w ciągu 3 miesięcy. W zakresie kolei związkowych organem decyzyjnym jest EBA działające w uzgodnieniu z odpowiednim urzędem landowym (w badaniu wykazano, że 13 na 16 landów zleciło nadzór kolejowy EBA). Do czasu podjęcia decyzji ruch należy prowadzić. Jeśli nie określi się inaczej, decyzja o wycofaniu z eksploatacji wchodzi w życie z momentem ogłoszenia. W badaniu podkreślono także, że obecnie każdy transfer linii między zarządcami infrastruktury poprzedza zastosowanie procedury wskazanej w § 11 AEG. Wolę zbycia linii ogłasza się na stronie np. DB Netz.

## Stany Zjednoczone
O porzuceniu/wyłączeniu (abondonment) linii kolejowej w Stanach Zjednoczonych decyduje agencja zwana Surface Transportation Board (STB). STB musi ocenić, czy aktualne lub przyszłe zapotrzebowanie publiczne wymaga wyłączenia lub choćby na nie pozwala. Określając to STB kieruje się dwoma przeciwstawnymi czynnikami: potrzebami lokalnej społeczności i zainteresowaniem spedytorów kontynuacją usługi oraz szerszym publicznym interesem w uwolnieniu przedsiębiorstwa kolejowego z ciężaru finansowego, który ogranicza jego zdolność do zainwestowania w innym miejscu. Ciężar udowodnienia, że kontynuowanie operacji na danej linii ogranicza jego zdolność, leży na wnioskodawcy. Jeśli STB przyzna wnioskodawcy rację, wówczas przechodzi do analizy publicznej potrzeby kontynuacji eksploatacji linii. Bierze wtedy pod uwagę wpływ ewentualnego wyłączenia na lokalne przedsiębiorstwa, wspólnotę oraz zagadnienia środowiskowe. Strony sprzeciwiające się wyłączeniu muszą przedstawić odpowiednie dowody na poparcie tezy o spełnianiu funkcji dla społeczności lokalnej. Proceduralnie wygląda to tak, że strona społeczna ma 45 dni po złożeniu odpowiedniego wniosku na przygotowanie odpowiednio uargumentowanego votum separatum.
Wcześniej jednak przedsiębiorstwo kolejowe musi wskazać na specjalnych diagramach (ang. carrier’s system diagram map) linie kolejowe, wobec których planuje wnioskować o wyłączenie z eksploatacji w ciągu najbliższych 3 lat lub linię, którą uznaje za potencjalnie zagrożoną wyłączeniem. Co najmniej 60 dni przed złożeniem wniosku przedsiębiorca musi zakwalifikować linię do kategorii 1, czyli docelowo mającej być wyłączoną w ciągu 3 lat. To daje czas zainteresowanym stronom (przedsiębiorstwu, samorządowi, stronie społecznej) na dojście do porozumienia np. poprzez zmianę stawek, systemu zarządzania itd. O definitywnym złożeniu wniosku o wyłączenie przedsiębiorstwo musi poinformować co najmniej 15–30 dni przed jego złożeniem. Wniosek składany do STB musi spełniać pewne wymogi formalne, w tym między innymi określić przedmiot żądań (czy będzie to wyłączenie z eksploatacji, czy rezygnacja z konkretnej usługi), opisać dotychczas wykonywane przewozy i wskazać finansowe argumenty przemawiające za wyłączeniem17. Potem następuje wspomniany okres 45 dni na złożenie sprzeciwu, w którym należy wskazać w jak największych szczegółach, jaki jest interes danego podmiotu w zachowaniu linii. Spedytorzy na przykład powinni przedstawić koszty, jakie poniosą np. musząc w konsekwencji likwidacji stworzyć nowy system transportowy. Następnie dyrektor STB podejmuje decyzję, od której można się odwołać do tego samego ciała, lecz obradującego w pełnym składzie zarządu STB. Ewentualna decyzja podlega kontroli sądowej.
STB stosuje bardzo szerokie wyłączenia od zastosowania się do powyższej procedury, ponieważ w USA kładzie się duży nacisk na jak największą wolność rynku. Wyłączenia dzielą się na wyłączenie ogólne dla linii, na której nie prowadzono ruchu przez ostatnie 2 lata (out-of-service), oraz wyłączenie indywidualne. W pierwszym wypadku należy poinformować STB o zamknięciu (50 dni przed planowanym wyłączeniem), a w drugim – złożyć umotywowany wniosek o przyznanie wyłączenia.
Istnieją jednak alternatywne do wyłączenia z eksploatacji rozwiązania. Pierwszym z nich jest przymusowa sprzedaż lub prowadzenie dotowanej działalności przewozowej na linii, gdy strony nie mogą dojść do porozumienia. Ma to zastosowanie zarówno do linii, które już zostały decyzją dyrektora STB przeznaczone do wyłączenia, jak i do tych, które zostały już wykazane w diagramach jako „przeznaczone do zamknięcia”. Każdy niezależny finansowo organizm może zobowiązać przedsiębiorstwo kolejowe do tych czynności. W tym celu występuje do przedsiębiorstwa kolejowego o wskazanie wszystkich danych potrzebnych do ewentualnego przejęcia. Na podstawie tych danych składa ofertę kupna albo subsydiowania całej linii lub jej części. Jeśli dane przedsiębiorstwo zdecydowało się na kupno, będzie zobowiązane do wstrzymania się od sprzedaży linii przez 5 lat, z wyjątkiem ewentualnej sprzedaży zwrotnej po 2 latach od nabycia oraz z wyjątkiem sprzedaży spółce córce. Innym ciekawym alternatywnym rozwiązaniem jest tzw. railbanking polegający na przejmowaniu linii do użytku rekreacyjnego lub w innym publicznym celu. W tym wypadku agencja przejmująca linie zachowuje co najmniej obiekty inżynieryjne takie jak mosty, tunele, ale też podkłady itp., a w większości przypadków także same tory w celu przejęcia ich w przyszłości przez inne przedsiębiorstwo.

## Szwecja
W Szwecji (wg rozporządzenia 2004:526) w stosunku do infrastruktury państwowej zarządca sieci Trafikverket może zdecydować o zaprzestaniu utrzymywania części sieci kolejowej, jeśli ruch jest na niej prowadzony w bardzo małym stopniu. Zanim zdecyduje o powyższym, powinien skonsultować się z właściwym administracyjnie zarządem powiatu, gminy, regionalnymi agencjami transportowymi, innymi zarządcami i przewoźnikami. Zarządca może podjąć decyzję o wznowieniu utrzymywania części sieci kolejowej jeśli można założyć, że ruch na danej linii będzie prowadzony w wystarczającym zakresie. Podobnie jak przy zawieszeniu utrzymania, zanim zostanie ono wznowione, zarządca powinien skonsultować się z odpowiednimi władzami oraz przewoźnikami.
W następnym etapie Trafikverket może zdecydować, że państwowa część sieci, która nie jest utrzymywana, powinna zostać zamknięta. Decyzja o zamknięciu może być dokonana najwcześniej trzy lata po decyzji o zawieszeniu utrzymania. Zanim Trafikverket zdecyduje o zamknięciu, powinien skonsultować się ze szwedzkimi siłami zbrojnymi i podmiotami wskazanymi powyżej.
Istnieje także alternatywna możliwość. Jeśli zarządca nie zamierza utrzymywać części państwowej sieci kolejowej, może fakultatywnie ją wydzierżawić. W tym wypadku również jest zobowiązany do konsultacji z właściwymi administracyjnie władzami powiatu, gminy oraz przedsiębiorstwami kolejowymi. Dzierżawca przejmie odpowiedzialność za utrzymanie oraz inwestycje, które są niezbędne do wykonywania przewozów. Ponosi także odpowiedzialność jak gdyby był właścicielem części infrastruktury. Prawo nie przewiduje jednak obowiązku zwracania się z wnioskiem o dzierżawę do podmiotów samorządowych czy prywatnych.

## Wielka Brytania
Wprowadzona W Wielkiej Brytanii w 2005 r. procedura przewiduje zgłoszenie wniosku przez instytucję finansującą lub przez operatora sieci. Potem sekretarz stanu lub właściwy minister (w Szkocji) ocenia na podstawie kryteriów ekonomicznych, czy zamknięcie jest uzasadnione. Następnie ORR ustala, czy ocena została sporządzona prawidłowo i zgodnie z tzw. Closures guidance opublikowanym przez DfT. Wytyczne określają, że instytucja finansująca musi ocenić, czy propozycja zamknięcia odpowiada następującym kryteriom:
- ocena jest zgodna z wytycznymi,
- zachowanie sieci (lub usługi) nie jest lepsze w stosunku zysków do strat w porównaniu z zamknięciem.

Wytyczne zamknięcia opisują, w jaki sposób powinna być przeprowadzona ocena. Kryteria i cechy oceny są następujące:
- zgodność z kryteriami w ramach nowego podejścia (NATA) – wg następujących kategorii: ochrona środowiska, bezpieczeństwo, ekonomia, dostępność i integracja;
- skutki zamknięcia dla użytkowników;
- ocena oszczędności dzięki zamknięciu – powinna się ona odbywać na podstawie możliwych do uniknięcia kosztów;
- zmiany przychodów z biletów powinny być traktowane jako koszty zamknięcia;
- stosunek jakości do ceny zostanie ustalony na podstawie stosunku kosztów i korzyści, z uwzględnieniem wpływu także czynników innych niż określone wartością pieniężną.

Wytyczne dot. zamknięcia określają, jak powinny być przeprowadzone konsultacje w sprawie zamknięcia, biorąc pod uwagę organizacje, które powinny być ich podmiotem poza tymi określonymi w ustawie oraz szeroką treść dokumentów, które należy załączyć do konsultacji. Podsumowanie konsultacji powinno być przygotowane i podane do publicznej wiadomości wraz z potwierdzeniem, że wszystkie odpowiedzi zostały uwzględnione, lub wyjaśnieniem przyczyn nieuwzględnienia niektórych z nich.